# Galium friedrichii
Galium friedrichii är en måreväxtart som beskrevs av N.Torres och Al.. Galium friedrichii ingår i släktet måror, och familjen måreväxter. Inga underarter finns listade i Catalogue of Life.